# Joseito (film)
Joseito (女生徒? lett. "La studentessa") è un anime OAV ispirato al racconto omonimo di Osamu Dazai.

## Trama
Una calda mattina d'estate, una giovane si sveglia sopraffatta dalle proprie malinconiche speculazioni. Nonostante la bella giornata, i pensieri cupi l'assalgono per tutto il giorno, svelandone la fragilità, la tristezza a seguito dell'improvvisa morte del padre e il difficile rapporto con la madre. Anche a scuola, sotto l'apparente indifferenza e calma, la giovane studentessa ha ben altro in cuore che la serenità che ispira il luogo tranquillo: osservando gli insegnanti non può che rimuginare sulla vita deludente che questi conducono.
Tornata a casa, trova la madre in compagnia di alcuni ospiti. Davanti agli invitati sgraditi alla fanciulla, questa pensa con amarezza alla maschera affabile che sua madre indossa verso di loro, sentendosi tradita. Solo a sera, prima di coricarsi e poi a letto, la ragazza trova comprensione per la madre, nella difficile posizione di vedova, e la giusta risoluzione per affrontare la notte e poi la giornata successiva.